# Catedral basílica de San Luis Gonzaga (Novo Hamburgo)
La Catedral Basílica de San Luis Gonzaga (en portugués: Catedral Basílica São Luís Gonzaga) es la iglesia principal de la ciudad de Novo Hamburgo, Río Grande do Sul en Brasil. La fundación de la futura Iglesia se inició el 7 de enero de 1924 después de la compra de tierras con 9.650m ², donde está hoy la Basílica Catedral de San Luis Gonzaga . La nueva iglesia fue planeada para ser construida con tres naves, y lcon longitudes promedio de 25 m por 18 m de ancho bajo el diseño del arquitecto José Lutzenberger, siendo las obras patrocinadas por la constructora Breidenbach Mosmann & Cia. Es la catedral de la diócesis de Novo Hamburgo.
El 6 de junio de 1952 el arzobispo Don Vicente Scherer de Porto Alegre, dio la bendición de la nueva sede. El edificio esta avanzado en julio de 1953. El 21 de marzo de 1954 inauguró una parte de la sede y al día siguiente la capilla de 1924 fue demolida (su material fue trasladado para construir una parroquia en el barrio de Rondônia, llamada la Virgen de las Gracias). En 1956 fue destruido el muro de separación y se coloca la escala majestuosa del nuevo templo . En el mismo año se instaló el órgano tubular "Bohn" (en la actualidad un valor de US $ 133.000 ) .